# Autobusna linija br. 212 u Zagrebu
Linija 212 (Dubec – Sesvete) prigradska je autobusna linija u Zagrebu.
Prometuje svaki dan na trasi: Dubec – ul. Dubrava – Zagrebačka cesta – Sesvete (Bistrička ulica → Trakošćanska ulica → Varaždinska cesta → Ninska ulica)
Povezuje Sesvete s tramvajsko-autobusnim terminalom Dubec. U Sesvetama ujedno povezuje Luku i Gajišće s centom Sesveta.
ZET liniju 212 kategorizira kao dnevnu i noćnu liniju, no redovni noćni polasci postoje samo subotom, a ostalim danima postoji jedino polazak u 3:30 iz Dupca. Noćni polasci također ne prometuju preko Gajišća nego direktno do Terminala Sesvete.

## Vanjske poveznice
- Vozni red linije 212

1. ↑  Datoteke u GTFS formatu. zet.hr. Pristupljeno 5. lipnja 2025. - Sadrži informacije tijela javne vlasti u skladu s Otvorenom dozvolom